# Estació de Duesaigües - l'Argentera
Duesaigües - l'Argentera és una estació de ferrocarril propietat d'adif situada al municipi de l'Argentera, allunyada dels nuclis de l'Argentera i Duesaigües, a la comarca catalana del Baix Camp. L'estació es troba a la línia Reus-Casp i hi tenen parada trens regionals de la línia R15 de Rodalies de Catalunya i la línia Ca6, ambdues operades per Renfe Operadora.
Aquesta estació, projectada inicialment per la Companyia dels Ferrocarrils Directes, va entrar en servei l'any 1890 quan es va posar en funcionament el tram construït per la Companyia dels Ferrocarrils de Tarragona a Barcelona i França (TBF) entre Reus i Marçà-Falset. L'any 2011 hi havia uns 6 trens que feien parada a l'estació, l'edifici de viatgers es troba tancat i no hi ha personal.
L'any 2016 va registrar l'entrada de 1.000 passatgers.

## Serveis ferroviaris
| Serveis regionals de Rodalies de Catalunya |         |       |                      |                                                          |
| Procedència/Destinació                     | <       | Línia | >                    | Procedència/Destinació                                   |
| Móra la Nova Flix Riba-roja d'Ebre         | Pradell |       | Riudecanyes-Botarell | Barcelona-Estació de França Barcelona-Sant Andreu Comtal |
| Casp Saragossa-Delicias                    | Pradell |       | Riudecanyes-Botarell | Barcelona-Estació de França Barcelona-Sant Andreu Comtal |